# Teatro dell'opera e del balletto di Novosibirsk
Il Teatro dell'opera e del balletto di Novosibirsk (in russo Новосибирский Театр оперы и балета?) è il più importante teatro in Siberia e uno dei più importanti teatri in Russia.
Lo stabile è il più grande edificio teatrale in Russia, si trova nella piazza centrale di Novosibirsk ed è il simbolo principale della città. Dopo la recente ricostruzione (2005) il teatro possiede l'equipaggiamento più moderno in Russia in materia di impiantistica e scenotecnica.
La denominazione ufficiale completa è Teatro statale accademico dell'opera e del balletto di Novosibirsk (in russo: Новосибирский государственный академический Театр оперы и балета).

## L'edificio e la sua storia
La costruzione principale del teatro è la grande cupola larga 60 metri e alta 35 metri, poggia direttamente sulle fondazioni, non ha contrafforti o travate al suo interno. Lo spessore medio è 8 cm, e, in rapporto, è più sottile del guscio di un uovo di gallina: la relazione fra lo spessore della cupola ed il suo raggio è inferiore a quella visibile in un uovo. All'esterno è coperta con migliaia di lamelle metalliche.
Sotto la cupola c'è la sala grande, progettata per ospitare 1.790 persone. Altre sale sono la sala da concerto (450 persone) e la sala piccola (150). La sala grande è decorata da una galleria con statue in stile classico. Di fronte alla cupola c'è lo spazioso foyer e dietro c'è la scena grande, profonda 30 m e con le barre ad altezza di 30 metri. Dietro alla scena ci sono tre ali: destra, sinistra e anteriore. La superficie complessiva dei locali del teatro è di 11.837 m² e il volume dell'edificio è 294.340 m³. Per questa grandezza il teatro è chiamato anche "Colosseo siberiano".
L'attrezzatura del teatro è la più recente in Russia, dotata di moderni meccanismi di scena e c'è ampio utilizzo di attrezzatura elettronica, unita in una rete locale di computer. Tutti i nuovi sistemi elettronici furono installati durante la ricostruzione negli anni 2004-2005 (vedi sotto). Nella sala grande, la buca d'orchestra può salire, scendere e voltarsi. Per migliorare l'acustica, nel soffitto sospeso, nel sipario e nelle sedie sono utilizzati materiali fonoassorbenti.
Intorno all'edificio c'è un giardino pubblico che si estende per un'area di 200 per 400 metri. Davanti ad essa si trova un gruppo di sculture alte 10 metri che raffigurano Lenin, tre soldati dell'Armata Rossa e proletari insieme ai contadini. Secondo l'opinione di alcuni architetti, questo gruppo peggiora e nasconde la vista del teatro, e c'erano progetti di ricostruzione dell'area fra Piazza Lenin e il teatro per rilevare la bellezza propria dell'immagine dell'edificio.

### Progetto preliminare
Nel 1925 l'autorità di Novosibirsk decise di costruire un nuovo edificio per il teatro. Il progetto per il teatro prevedeva che esso prendesse il nome di "Gran teatro di Siberia" (per analogia col Gran teatro a Mosca) e facesse parte di un più ampio progetto chiamato La Casa della Scienza e della Cultura, che prevedeva una costruzione di 8 edifici connessi insieme, di cui il teatro avrebbe fatto parte. Il complesso doveva includere un istituto di ricerca con un laboratorio e sale da conferenze, un museo industriale (anziché etnografico, come oggi), una pinacoteca e uno studio radiofonico.

### Il progetto iniziale dell'edificio, 1931
Il primo progetto dell'architetto A. Grinberg e dell'artista M. Kurilko si chiamava "Teatro sintetico panoramico-planetario a Novosibirsk".
Il progetto era nello stile costruttivista, modernista come tutti gli edifici dedicati alle arti negli anni venti nell'URSS. Il progetto stabilì la sala come gran anfiteatro capace di 3.000 persone con una parte della scena aggettante verso il centro della sala. La scena si trasformava in circo, e la cupola era utilizzata per la proiezione di film panoramici per avvolgere al massimo gli spettatori nell'azione. Nella scena c'era un circolo rotante e un altro nella scena posteriore, per provvedere al cambiamento delle scenografie e dell'azione scenica, e la cupola era usata anche per planetario. L'edificio poteva trasformarsi anche nella sala riunioni (del Partito Comunista) e poteva essere sede di manifestazioni: permetteva infatti l'entrata di colonne di manifestanti, automobili e perfino aeroplani.
La sede della costruzione attuale è il centro della città, ma allora era al margine d'un bosco fitto. Il 22 maggio 1931 la costruzione cominciò. Fra il 1931 e il 1933 furono innalzate costruzioni di base, e poi nel 1933-1934 fu costruita la cupola.
Il progetto del teatro fu rifatto profondamente diverse volte proprio durante la costruzione. I cambiamenti toccarono non solo la planimetria, ma anche la destinazione dell'edificio.

### Il Progetto definitivo, 1936
Nel 1935 i progettisti furono accusati di aver creato un progetto che richiedeva ingenti fondi, troppi per la poca importanza di Novosibirsk. L'edificio fu ridisegnato dall'architetto V. Birkenberg e parzialmente ricostruito per essere meno costoso, e da quel momento fu destinato a essere solo un teatro. L'apparenza diventò più pomposa, non era più costruttivista, ma nello stile tipico del periodo di Stalin. La sala fu ridotta fino alla capacità di 2.100 persone, e per migliorare l'acustica fu costruito un controsoffitto sospeso (in precedenza, il progetto prevedeva che proprio la cupola fosse il soffitto della sala).
Fra 1936 e 1944 furono costruite le strutture interne e la scena.
Negli anni della guerra nel teatro furono conservate molte opere d'arte dei musei di Mosca e San Pietroburgo, compreso quello dell'Ermitage.
La costruzione finì il 12 maggio 1945.

### Ristrutturazione, 2004-2005

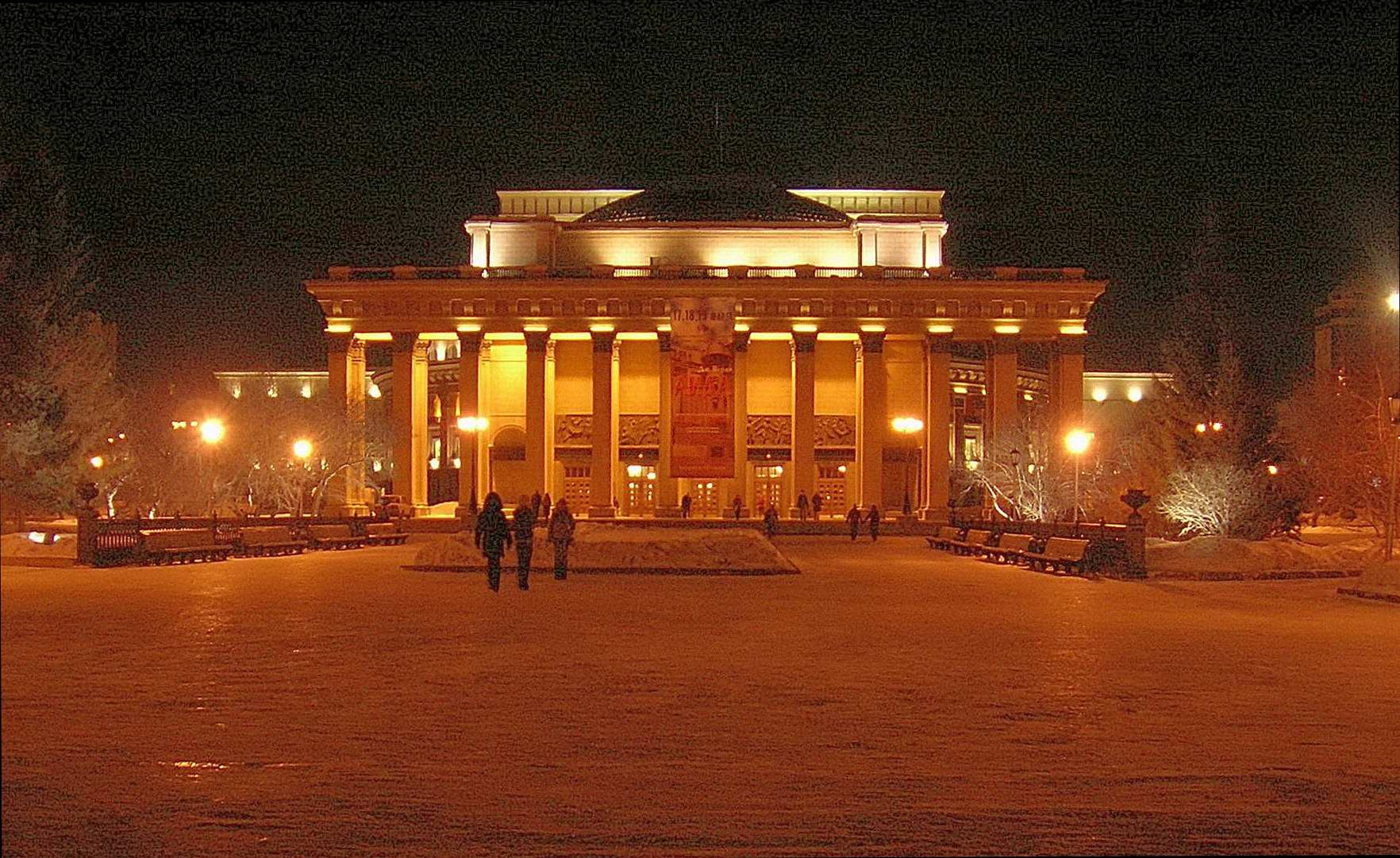
Il teatro dopo la ristrutturazione, di notte

L'attrezzatura del teatro, soprattutto i meccanismi obsoleti della scena, richiesero una riparazione a partire dagli anni ottanta. Alcuni lavori minori iniziarono nel 1986 e procedettero a singhiozzo causa mancanza di fondi, ma la decisione principale del Ministero di Cultura fu ammessa nel 2003: lo stato assegnò infatti 1,5 miliardi di rubli (45-50 milioni di EUR) per i lavori.
Nel corso della riparazione furono eseguite le seguenti opere:
- riparazione dell'esterno;
- ristrutturazione e rinnovamento delle sale (ma rispettando l'apparenza originale):
  - cambiamento delle sedie, riduzione della capacità da 2100 fino a 1790 persone;
  - il sipario nuovo;
  - miglioramento dell'acustica;
  - restauro delle statue e dell'affresco sul soffitto;
  - cambiamento delle macchine della scena;
  - il nuovo sipario antincendio in materiale ignifugo moderno, più leggero (32 tonnellate rispetto alle 70 tonnellate del precedente);
- rinnovamento profondo dell'attrezzatura;
- riparazione dei locali di servizio.

Durante la ristrutturazione la compagnia andò in tournée. Il teatro riaprì nel 2005.

## Attività teatrale

### 1920-1944
Il teatro fu creato nel 1920 ad Omsk. Nel 1921, per il trasloco del Sibrevkom (Сибревком, Сибирский революционный комитет - Comitato rivoluzionario siberiano), il teatro si trasferì a Novonikolaevsk (Novosibirsk). Il teatro si chiamava Opera siberiana di Stato, cominciò il suo lavoro il 17 novembre 1922 con l'opera "Russalka" di Aleksandr Dargomyžskij.
Durante la guerra nell'edificio (ancora incompiuto) si esibirono i collettivi evacuati compresi:
- L'orchestra della Filarmonica di Leningrado;
- La Cappella accademica di Leningrado;
- Jazz-orchestra di Leonid Utesov;
- Teatro centrale dei pupazzi di Serghei Obraztsov.

### 1944 - oggi
La ricostituzione del teatro dopo la guerra cominciò nel 1944 con l'ingaggio della compagnia, e il 12 maggio 1945, 3 giorni dopo la Giornata della Vittoria, il teatro aprì con la prima dell'opera di Michail Glinka "Ivan Susanin".
L'opera, il balletto e l'orchestra del teatro eseguirono numerose tournée a partire dal 1957. Nel 1963 il teatro ricevette lo status di teatro accademico, il primo in Siberia: era infatti l'unico teatro con compagnia e repertorio stabili.

### Repertorio
La base del repertorio è formata dalle opere e dai balletti classici russi e stranieri.
- Modest Petrovič Musorgskij, "Boris Godunov", "Khovanscina" (messe in scena negli 1990 e 1995);
- Pëtr Il'ič Čajkovskij, "La dama di picche" (1969), "Iolanta" (1993), "Eugenio Onieghin" (1994);
- Alexandr Borodin "Il principe Igor" (1987);
- Nikolaj Rimskij-Korsakov, "Mozart e Salieri" (1995), "La fidanzata dello zar" (2000);
- Aleksandr Dargomyžskij, "Russalka" (1999);
- Dmitrij Šostakovič, "Lady Macbeth del Distretto di Mzensk" (1999, 3 diplomi e il premio del festival teatrale nazionale "Zolotaja maska-99");
- Alfred Schnittke, "La vita con un idiota" (2003, vinse il premio "L'Opera migliore" al festival "Zolotaja maska-2003");
- Vladimir Kobekin, "Davide Giovane" (1998).

Le opere straniere vengono cantate, secondo la tradizione mondiale, nella lingua originale:
- Giuseppe Verdi, "Otello" (1981), "Il trovatore" (1993), "Aida" (1993), "La traviata" (1994);
- Giacomo Puccini, "Madama Butterfly" (1988), "Tosca" (1991), "La bohème" (1997);
- Gaetano Donizetti, "Lucia di Lammermoor" (1994);
- Camille Saint-Saëns, "Sansone e Dalila" (1996).

Anche i balletti principali sono quelli classici:
- Pëtr Il'ič Čajkovskij, "La bella addormentata" (1996), "Il lago dei cigni" (1996), "Lo schiaccianoci" (1998);
- Adolphe Adam, "Corsair" (1994), "Giselle" (1999);
- Fryderyk Chopin, "Fryderyk Chopiniana";
- Ludwig Mincus, "Don Quixote";
- Aram Khačaturian, "Spartacus";
- Arif Dizangirovič Melikov, "La leggenda dell'amore".

Il teatro collabora con registi stranieri: il regista italiano Luca Veggetti allestì i balletti "Tersicore" e "Don Giovanni".
Molte persone nella compagnia vinsero o ricevettero diplomi in concorsi teatrali. L'opera di Novosibirsk è promotrice del progetto "4 secoli dell'opera: l'Occidente - la Siberia - l'Oriente". Questa maratona dei festival teatrali continuò nel 1997-2000 sotto gli auspici dell'UNESCO.
Nel corso dei 60 anni di attività furono allestite più di 330 tra opere, balletti e spettacoli.